# Ключегорское водохранилище
Ключего́рское водохранилище (бел. Ключагорскае вадасховішча) — бывшее водохранилище на реке Оболь в Городокском районе Витебской области Республики Беларусь. Располагалось вблизи деревень Плеханово и Желудово.
Водохранилище было создано в 1953 году на реке Оболь при строительстве Ключегорской ГЭС (в настоящее время несуществующей). В 1990-е годы плотина, образовавшая водохранилище, была разрушена, а водоём спущен.

## Описание
По данным «Энциклопедии природы Белоруссии», площадь водохранилища составляла 0,4 км², объём воды — 1,2 млн м³. Длина — 3,1 км, наибольшая ширина — 0,5 км, длина береговой линии — 11,1 км. Наибольшая глубина — 7,1 м, средняя — 3 м. Площадь водосбора 410 км². Многолетний среднегодовой сток водохранилища 58,6 млн м³.
По более поздним данным «Белорусской энциклопедии», длина водохранилища составляла 2,6 км, наибольшая ширина — 0,3 м, наибольшая глубина — 4,5 м, среднегодовой сток — 78,9 млн м³.
Водосбор средневозвышенный (озёрность около 5 %, наибольшее озеро Езерище). Котловина водохранилища располагалась в долине реки Оболь. Береговая линия длиной 11,1 км сильно изрезана. Берега обрывистые высотой до 10 м. Верховье заболочено. Дно покрыто песками, торфом и илом.